# William Millton
William Varnham Milton (Christchurch, 10 febbraio 1858 – Christchurch, 22 giugno 1887) è stato un rugbista a 15, crickettista e dirigente sportivo neozelandese, che da giocatore rappresentò Canterbury sia nel rugby che nel cricket.

## Biografia
Avvocato di professione, fu anche presidente delle due citate unioni provinciali e fu il primo capitano della Nuova Zelanda di rugby, benché mai in test match. Dopo aver abbandonato lo sport, Millton ha lavorato come segretario della squadra per cui ha giocato tutta la carriera, il Canterbury Rugby Football Union. È morto il 22 giugno 1887 nella sua città natale, Christchurch, dov'è seppellito.